# Jim Ryan
Jim Ryan (1968) è un dirigente d'azienda britannico.
Dal 2019 al 2024 è stato il presidente e amministratore delegato di Sony Interactive Entertainment (SIE).

## Biografia
Cresciuto a Kenton, Newcastle, si è diplomato alla Royal Grammar School. Nel 1982 consegue presso la Warwick Business School un master in amministrazione aziendale. Dopo la laurea, Ryan inizia a lavorare presso Ford Motor Company, Amstrad e Oracle Systems.
Nel 1994 entra a far parte di Sony Computer Entertainment, contribuendo a stabilire la presenza di Sony in Europa trovando uffici e assumendo personale.
Dopo essere stato vicepresidente esecutivo e co-direttore operativo, il 16 agosto 2011 diventa presidente della filiale europea di SIE.
Nell'aprile 2016, Ryan fu nominato responsabile delle vendite e del marketing globale di SIE.
Il 16 gennaio 2018, divenne vicepresidente di Sony Interactive Entertainment, mantenendo anche le sue posizioni di responsabile delle vendite e del marketing globale e di presidente di Sony Interactive Entertainment Europe.
L'11 febbraio 2019, Ryan sostituisce John Kodera alla carica di presidente di SIE. Sotto la sua presidenza, SIE ha incrementato gli investimenti nella produzione di giochi live service. Emblematica è l'acquisizione di Bungie per 3,6 miliardi di dollari avvenuta nel 2022.
Il 27 settembre 2023 Sony annuncia le sue dimissioni dalla carica di presidente, avvenute il 31 marzo 2024.